# Ernst Zeuthen
Ernst Johan Zeuthen, född den 30 december 1880 på Limme, Tävelsås socken, Kronobergs län, död den 15 september 1938 i Gentofte, Danmark, var en svensk-dansk målare, tecknare, grafiker och civilingenjör.
Han var son till godsägaren Henrik Steffens Zeuthen och Emilie Margrethe Nobel och från 1911 gift med Linea Normann Meyer samt brorson till Hieronymus Georg Zeuthen. Zeuthen, som hade danska föräldrar men växte upp i Sverige och efter avslutad skolgång i Lund arbetade han som lärling vid Kockums varv i Malmö, han studerade till ingenjör vid Chalmers tekniska högskola i Göteborg 1897–1903 där han avlade examen som skeppsbyggare. Han arbetade därefter ett par år på skeppsvarv i Flensburg och Glasgow innan han 1906 reste till Amerika där han redan första året bröt med sitt borgerliga yrke och började måla. Efter hemkomsten bosatte han sig 1908 i Danmark där han fick undervisning i teckning av Agga Jensen i Köpenhamn vintern 1908–1909 innan han på våren 1909 kunde studera för Johan Rohde på konstnärernas studieskola. Han tilldelades under årens lopp ett flertal stipendier annat från Danska konstakademien, Zahrtmannske Legat, Anckerske Legat och Eckersbergs Medaillen. Han bedrev självstudier under resor till Frankrike, Italien, Schweiz. Han fick sitt konstnärligt genombrott 1917–1919. Han fortsatte vissa sidor av Willumsens konst i marinmålningar, landskap och kompositioner och gjorde med avgjord framgång träsnitt och pennteckningar. Många av hans verk målades i sin hustrus hemtrakt i Nordnorge där han vistades långa perioder under 1920- och 1930-talen samt från Arild där han vistades somrarna 1914 och 1916. Från omkring 1938 slutade han besöka platser för att måla utan han inriktade sig fram till sin död helt på en konstruktiv ateljékonst, där han avlägsnade sig från samtiden och verkligheten och utförde målningar med en symbolistisk tolkning av bildrum, färg och motiv. Ett avgörande ögonblick i hans konstnärskap var mötet med Cézanne och Giottos konst under hans första utlandsresa. Zeuthen medverkade sedan 1912 och några år framåt i Kunstnernes Efteraarsudstilling i Köpenhamn samt Charlottenborgsudstillingen 1914–1916, Han blev medlem av Den Frie Udstilling 1917 och ställde ut med gruppen fram till sin död. Separat ställde han ut några gånger i Köpenhamn och tillsammans med sin syster Laura Wanscher ställde han ut 1923. En mindre minnesutställning med grafik visades i samband med Efteraarsudstillingen 1939 och en större minnesutställning som omfattade alla delar av hans produktion visades av Den Frie Udstilling 1940. Zeuthen är representerad vid Statens museum for Kunst, Kobberstiksamlingen i Köpenhamn, Moderna museet, Göteborgs museum och British Museum i London.